# Rudi Omota
Rudolf »Rudi« Omota, slovenski filmski delavec, tonski mojster, * 13. september 1910, Ljubljana, Slovenija, † 12. maj 2008, Ljubljana.
Izumil in razvil je med drugim prenosni radijski sprejemnik (t. i. walkman) in tonsko kamero. V Iskri je sodeloval pri izdelavi moderne mešalne mize model 4103 s parametričnimi filtri za Radio Slovenija, ter ostalimi naprednimi napravami za potrebe tonske tehnike.